# Nguyễn Thị Kim Ngân
Nguyễn Thị Kim Ngân (* 12. dubna 1954, Tỉnh Bến Tre) je vietnamská učitelka a politička, jež zastává k roku 2017 post předsedkyně vietnamského Národního shromáždění (tzn. parlamentu) a jež je zároveň také vůbec první ženou v této pozici. V minulosti zastávala např. pozici místopředsedkyně Národního shromáždění, či pozici ministryně práce.
V dubnu roku 2017 navštívila Českou republiku, setkala se s českým prezidentem Milošem Zemanem a předsedou vlády Bohuslavem Sobotkou.